# تيكومة سمراء
تيكومة سمراء (الاسم العلمي:Tecoma fulva) هي نوع من النباتات يتبع جنس التيكومة من الفصيلة البنيونية.